# 羽浦神社
羽浦神社（はうらじんじゃ）は、徳島県阿南市羽ノ浦町中庄にある神社である。

## 歴史
1890年（明治43年）に旧中庄村、旧宮倉村に祀られていた和耶神社などの23社を村社八幡神社に合祀して、羽浦神社と改称した。1937年（昭和12年）に郷社に昇格。
八幡神社は天正年間の1586年頃に蜂須賀家政が国内平穏、家運長久、鷹狩り安全のため参拝、1603年（慶長8年）に蜂須賀至鎮が蜂須賀家の祈願所に指定した。
和耶神社は式内社で、醍醐天皇の時代に延喜式の神名帳に所載された。

## 祭神
- 譽田別命
- 淡夜別命
- 天見屋根命
- 事代主命
- 野槌命
- 菅原道真命
- 市杵島比賣命
- 水速女命
- 大国主命
- 建速須佐之男命
- 大山祗命
- 須佐之男命

## 交通
- JR牟岐線羽ノ浦駅から徒歩約5分。